# قرار مجلس الأمن التابع للأمم المتحدة رقم 290
اعتُمد قرار مجلس الأمن التابع للأمم المتحدة رقم 290 في 8 ديسمبر 1970، بعد المزيد من غزو الأراضي الغينية من قبل الوحدات البحرية والعسكرية للبرتغال في 22/23 و 27/28 نوفمبر (أطلق عليها البرتغاليون أوبراساو مار فيردي) وأكد المجلس قراراته السابقة العديدة بشأن هذا الموضوع، بما في ذلك حق شعوب أنغولا وموزامبيق وغينيا البرتغالية في التحرر من الإمبراطورية البرتغالية التي يحكمها نظام استادو نوفو. وأيد المجلس نتائج تقرير البعثة الخاصة إلى جمهورية غينيا، وأدان بشدة الحكومة البرتغالية، وطالب بدفع تعويض كامل للجمهورية، وأعلن أن الاستعمار البرتغالي يشكل تهديدا خطيرا للسلم والأمن في أفريقيا.
حث المجلس جميع الدول على الامتناع عن تزويد البرتغال بأي مساعدة عسكرية ومادية تمكنها من مواصلة إجراءاتها القمعية ودعا البرتغال إلى الإفراج الفوري عن أراضيها الأفريقية. واختتم القرار بتحذير البرتغال من أن أي تكرار لهذه الهجمات يستدعي النظر الفوري في الخطوات المناسبة وطلب من حلفاء البرتغال ممارسة نفوذهم نيابة عن المجلس.
تم تمرير القرار بأغلبية 11 صوتا. امتنعت فرنسا وإسبانيا والمملكة المتحدة والولايات المتحدة.